# Le Carrefour (journal, Québec)
Pour les articles homonymes, voir Carrefour (homonymie) et Le Carrefour (journal, Bakou).
Le Carrefour est un hebdomadaire gratuit publié dans la ville de Québec.
Fondée en 1995 par cinq finissants de l'Université Laval, cette publication traite des dossiers locaux dans les arrondissements La Cité-Limoilou et Les Rivières.
D'abord publié uniquement dans le quartier Limoilou, le journal a par la suite étendu son tirage à l'ensemble des quartiers centraux et à ceux de la couronne nord de Québec (Neufchâtel, Duberger, Les Saules et Lebourgneuf). À l'époque, 72 000 copies étaient distribuées dans chacun des foyers du territoire qu'il desservait.